# Ясиноватое (Харьковская область)
Ясиноватое (укр. Ясинувате), село, 
Подвысочанский сельский совет,
Боровский район,
Харьковская область.
Код КОАТУУ — 6321083506. Население по переписи 2001 г. составляет 53 (19/34 м/ж) человека.

## Географическое положение
Село Ясиноватое находится в 7-и км от Оскольского водохранилища (река Оскол).
На расстоянии в 2 км расположены сёла
Копанки,
Парноватое и
Калиново.

## История
- 1785 - дата первого упоминания[1].

## Экономика
- В селе есть птице-товарная ферма.